# Convenzione tripartita
La Convenzione tripartita (in tedesco: Samoa-Vertrag) del 1899 risolse l'annosa crisi samoana tra l'Impero tedesco, il Regno Unito e gli Stati Uniti d'America. L'accordo prevedeva che l'arcipelago delle Samoa fosse diviso tra la Germania e gli Stati Uniti e che il Regno Unito venisse ricompensato con altre isole del Pacifico. La parte occidentale delle isole Samoa divenne una colonia tedesca (Samoa tedesche), mentre la parte orientale divenne un protettorato degli Stati Uniti (Samoa americane).
I precursori della convenzione tripartita del 1899 sono stati: la conferenza di Washington del 1887, il trattato di Berlino del 1889 e l'accordo anglo-tedesco del 1899.

## Contenuto della convenzione
- Rinuncia della Gran Bretagna a tutti i diritti sulle isole Samoa (articolo 1)
- Rinuncia della Germania a tutti i diritti sulle Isole Tonga e su ogni isola a sud-est di Buka e Bougainville (articolo 2)
- Spartizione delle isole Samoa lungo il meridiano di longitudine 171°, tra la Germania e gli Stati Uniti d'America
- Spartizione della zona neutra in Africa occidentale (Area di Salaga) tra il Togo tedesco e la Costa d'Oro britannica (articolo 5)
- Cessione, da parte della Germania, dei suoi diritti extraterritoriali su Zanzibar (articolo 6)